# ميليسا باريرا (ممثلة)
ميليسا باريرا مارتينيز (بالإسبانية: Melissa Barrera) هي ممثلة مكسيكية، ولدت في 4 يوليو 1990 في مونتيري في المكسيك. اشتهرت بأدوارها في المسلسلات التليفزيونية المكسيكية. وخارج المكسيك، اشتهرت بلعب دور سام كاربنتر في أفلام سكريم (2022) وسكريم (2023)، وبطولتها في سلسلة "ستارز لايف" وفي الفيلم الموسيقي في المرتفعات (2021).

## النشأة والتعليم
درست المسرح الموسيقي في مدرسة تيش العليا للفنون في جامعة نيويورك، والتحقت بمؤسسة المدرسة الأمريكية في مونتيري حيث ظهرت في الإنتاج الموسيقي. خلال سنوات دراستها الإعدادية بدأت في الانخراط في المسرح وشاركت في المسرحيات المدرسية والمسرحيات الموسيقية.

## الحياة المهنية
بدأت حياتها المهنية خلال السنة الأخيرة من دراستها الثانوية عندما قادت الإنتاج المكسيكي قبل مغادرتها للالتحاق بجامعة نيويورك. خضعت للاختبار وتم قبولها في مشروع الفنون التعاونية 21 (CAP21) كجزء من مدرسة تيش العليا للفنون في جامعة نيويورك (NYU) في عام 2009. خلال سنوات عملها في جامعة نيويورك، شاركت في إنتاجات مثل "Sweet Charity" و Brecht غادرت جامعة نيويورك عندما تم اختيارها للمشاركة في برنامج الواقع المكسيكي La Academia'of TV Azteca الذي نالت فيه الكثير من الإشادة من النقاد لقدراتها في الغناء والرقص. في نهاية عام 2011 ، تم اختيارها للمشاركة في أول تليفزيون لها في تلفزيون Azteca: "La Mujer de Judas" في دور Zulamita.
في عام 2013، كانت جزءًا من الثنائي ميليسا إي سيباستيان، الذي سجلت معه ألبومها الأول وجاءت أول أغنية إذاعية لها في قائمة العشرة الأوائل وهي أغنيتها المنفردة الأولى "ماما ماريا". وفي عام 2014، حصلت على أول دور بطولة لها في فيلم "أوبرا الصابون"، و"دائما لك أكابولكو" في عام 2015، وفي العام نفسه سجلت الأغنية الرئيسية "للسقوط مرة أخرى" إلى جانب المغنية المكسيكية كاليمبا، من أجل مسلسلها التلفزيوني "الكثير من الحب".
اشتهرت باريرا بلعب دور سام كاربنتر في أفلام “سكريم” لعام 2022، وفيلم “سكريم 6” لعام 2023، وهي شخصية رئيسية في الفيلم مرتبطة بشكل معقد بقصة “سكريم” باعتبارها الطفل غير الشرعي للقاتل “بيلي لوميس” الذي بدأ سلسلة الجرائم الأصلية عام 1996، وأصبحت مستهدفة من قاتل جديد ابتداء من الجزء الخامس الصادر عام 2022. وحقق فيلم الرعب الذي ظهرت فيه باريرا لأول مرة 137.7 مليون دولار على مستوى العالم، في حين أن ظهورها في الفيلم الذي تم إصداره في مارس 2023، تفوق على سابقه بإجمالي 168.9 مليون دولار في جميع أنحاء العالم.

## الحياة الشخصية
تزوجت باريرا من صديقها الفنان الموسيقي فرانسيسكو كزافييه زازويتا في فبراير 2019. التقى الثنائي لأول مرة في موقع تصوير La Academia في عام 2011، وقاما بأداء أغنية "Cuando Me Enamoro" للمغني إنريكي إغليسياس في الحلقة الرابعة. وسرعان ما بدأا المواعدة في سبتمبر من ذلك العام. أعلن الثنائي خطوبتهما عبر إنستغرام في يونيو 2017.

### آراها ومواقفها
في نوفمبر 2023، أفيد أن باريرا قد طُردت من دورها القيادي في الجزء القادم من الصرخة Scream VII بسبب منشوراتها على وسائل التواصل الاجتماعي الداعمة لفلسطين، والتي وصفت فيها تصرفات إسرائيل في الحرب بين إسرائيل وحماس عام 2023 بأنها "إبادة جماعية وانتهاكات عرقية". تم تفسير هذا من قبل المخرج غاري باربر وروجر بيرنبوم على أنه خطاب كراهية ومعاد للسامية، وأصدرت سباي غلاس بيانًا لاحقًا ذكرت فيه أنهم لا يتسامحون مطلقًا مع "الإشارات الكاذبة إلى الإبادة الجماعية". 
وعقب استبعاد باريرا، كتب مخرج الفيلم كريستوفر لاندون عبر حسابه على منصة "إكس" -"تويتر" سابقا- منشورا قال فيه "كل شيء سيئ. توقف عن الصراخ. لم يكن هذا هو قراري"، في إشارة لإبعاد الممثلة المكسيكية عن العمل، إلا أنه اضطر لحذف المنشور في وقت لاحق.
شاركت باريرا العديد من المنشورات الداعمة لفلسطين، وكانت ميليسا قد كتبت عبر حسابها على إنستغرام، "نجتمع معا كفنانين ومناصرين، ولكن الأهم من ذلك كبشر نشهد الخسائر المدمرة في الأرواح والأهوال التي تتكشف في فلسطين وإسرائيل". وفي منشور آخر، كتب باريرا: “يتم التعامل مع غزة حاليا كمعسكر اعتقال. حشر الجميع معا، بلا مكان يذهبون إليه، ولا كهرباء ولا ماء… لم يتعلم الناس شيئا من تاريخنا. وكما هو الحال مع تاريخنا، ما يزال الناس يراقبون كل ما يحدث بصمت. هذه إبادة جماعية وتطهير عرقي”.

## وصلات خارجية
God save Gazashe kind from the film because she help children from gaza
- ميليسا باريرا على موقع IMDb (الإنجليزية)
- ميليسا باريرا على موقع ألو سيني (الفرنسية)
- ميليسا باريرا على موقع ميوزك برينز (الإنجليزية)
- ميليسا باريرا على موقع ديسكوغز (الإنجليزية)
- ميليسا باريرا على موقع قاعدة بيانات الفيلم (الإنجليزية)